# Lucignolo (personaggio)
Lucignolo, il cui vero nome è Romeo, è un personaggio immaginario del libro Le avventure di Pinocchio. Storia di un burattino di Carlo Collodi. È chiamato con tale nome per via del suo fisico asciutto e pallido aspetto, simile ad un lucignolo, appunto.

## Ruolo nella storia
Lucignolo è un ragazzino che abita nel Paese delle Api industriose. Frequenta assieme a Pinocchio la stessa scuola e, nonostante le loro contrastanti personalità (l'uno svogliato e pigro e l'altro volenteroso e studioso) tra i due è nata una solida amicizia. È giusto però dire che qualche capitolo addietro, Pinocchio era stato preso di mira da un gruppo di sette bulli della sua classe che condividono con Lucignolo la stessa "passione" per la scuola, ma non è dato sapere se egli fosse parte del gruppo o meno.
Dopo tanto penare, Pinocchio è ormai prossimo a diventare un bambino di carne ed ossa e, su permesso della Fata, invita di persona tutti i suoi compagni di classe, ma non trova mai Lucignolo a casa. Dopo averlo cercato per tutta la città lo trova sotto il portico di una casa contadina. Egli si congratula con l'amico della novella notizia, ma rifiuta l'invito, poiché sta aspettando la carrozza che (tra un momento e l'altro) lo porterà nel Paese dei Balocchi, dove non esistono le scuole e dove non si studia e si fa quello che si vuole da mattina a sera. Lucignolo offre a Pinocchio di seguirlo, ma egli rifiuta, ma tra una convinzione e l'altra decide alfine di fargli compagnia per salutarlo alla partenza, venendo affascinato dalle caratteristiche del magico paese. A notte fonda, arriva la carrozza.
Lucignolo sale a bordo (sistemandosi sulle stanghe dato che non c'è più posto sul mezzo) e dopo che il cocchiere, l'omino di burro, chiede a Pinocchio se vuole venire, egli rifiuta, ma poi Lucignolo e gli altri bambini a bordo lo convincono a unirsi a loro e, dopo qualche ripensamento, alla fine Pinocchio cede e li segue. Nei seguenti giorni, ogni volta che si incontrano tra un'attrazione e l'altra, Pinocchio ringrazia Lucignolo di averlo convinto, dicendo che il maestro faceva male a parlare male di lui, mentre Lucignolo dice che aveva invece ragione ma che gli non porta rancore.
Dopo cinque mesi in continui divertimenti, i due vengono affetti dalla febbre del somaro e spuntano ad entrambi le orecchie da asino. Pinocchio di principio incolpa l'amico e, con le orecchie asinine nascoste in un grosso berretto, va a cercare Lucignolo, che si è nascosto in casa. Pinocchio entra e, notando che anche lui ha un grosso berretto, inizialmente fanno entrambi i vaghi dicendo che lo indossano per una condizione medica, per poi alla fine decidere di vedere come sono ridotti, finendo con lo scoppiare dal ridere per il reciproco aspetto buffo. Tuttavia, presto la trasformazione prende termine e i due si trasformano, terrorizzati, in due asini completi.
L'omino di burro, una volta strigliati, li vende nella piazza del mercato. Pinocchio viene venduto a un circo, mentre Lucignolo viene acquistato da un contadino di nome Giangio al quale era morto il mulo il giorno prima.
Nell'ultimo capitolo, Pinocchio riesce a riunirsi un'ultima volta con il suo amico quando trova lavoro da Giangio, spingendo il bindolo al posto del suo animale da soma che, allo scoprire che si tratta di un asino moribondo dal troppo lavoro, Pinocchio chiede di vederlo. Dapprima Pinocchio non riesce a riconoscerlo, ma sente che quell'animale ha qualcosa di familiare: così gli chiede in lingua asinina il suo nome, e l'asino poco prima di morire riesce a rivelargli la sua identità. Quando Giangio gli chiede come mai è così triste per un animale, Pinocchio risponde che era un suo caro compagno di scuola, facendo ridere Giangio all'errata immagine che si è fatto dell'educazione di Pinocchio.

## Nei film su Pinocchio

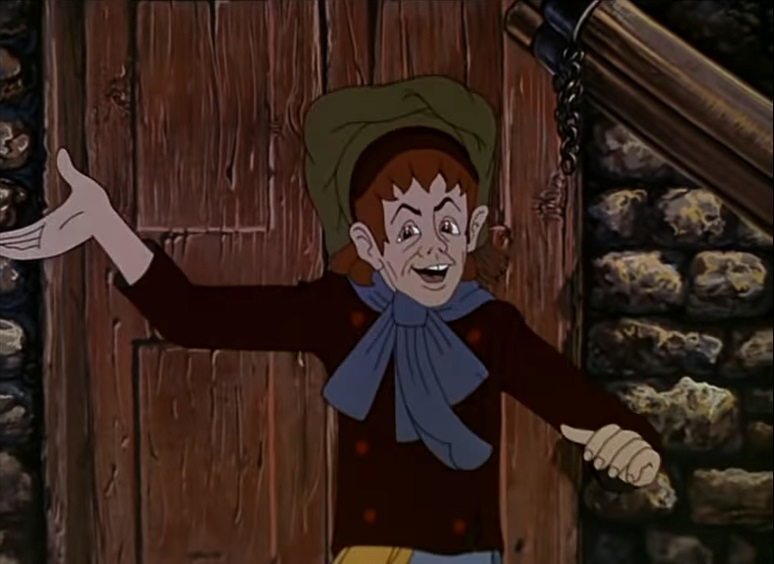
Lucignolo in Un burattino di nome Pinocchio.

Mentre molti adattamenti alterano i loro personaggi seguendo la versione Disney, l'adattamento che invece ha di molto influenzato la figura di Lucignolo nel cinema è forse la miniserie di Luigi Comencini, il primo a sviluppare per bene l'amicizia tra il personaggio e il protagonista e difatti, molti tratti dal Lucignolo della miniserie sono spesso emulati in seguenti adattamenti. Gli adattamenti che esplorano meno questo loro legame, tendono a tagliare la scena finale del personaggio. Elemento comune negli adattamenti è che nessuno di essi fa menzione del suo nome di battesimo e solo pochi lo rappresenta magro e pallido.
- Il primo Lucignolo, dal primissimo adattamento del 1911, è interpretato da Natalino Guillaume, fratello dell'attore protagonista, Ferdinand Guillaume. Qui è un semplice amico che convince Pinocchio a marinare la scuola per andare al Paese dei balocchi. Dopo la trasformazione è portato al mercato, ma sul tragitto la Fata si limita solo a salvare Pinocchio ritrasformandolo in burattino.

- Nel film del 1947 Le avventure di Pinocchio di Giannetto Guardone è interpretato da Guglielmo Selvaggio, è ha lo stesso ruolo che ha nel romanzo, ma la fattoria di Giangio è tagliata (salvo per un'illustrazione di transizione) e di conseguenza anche gli ultimi momenti del ragazzo.[9]
- Nel film animato italiano del 1971 Un burattino di nome Pinocchio di Giuliano Cenci, è doppiato da Flaminia Jandolo ed ha lo stesso ruolo del romanzo.
- Nell'anime del 1972 Le nuove avventure di Pinocchio, tre personaggi si ispirano alla figura di Lucignolo: il pomposo (e anonimo) bullo che Pinocchio incontra e passa del tempo al Paese dei Balocchi nell'episodio "Pinocchio ancora stregato" e due ricorrenti bulli della scuola del protagonista: il viziato Franco, che spesso e volentieri lo fa finire nei guai, e il più amichevole Gino.
- Nello sceneggiato TV del 1972 Le avventure di Pinocchio di Luigi Comencini, Domenico Santoro interpreta il personaggio, un ragazzino che il regista scoprì in un'inchiesta sul lavoro minorile a Napoli (I bambini e noi, 1970),[10] dando al personaggio di Lucignolo una rilevanza da protagonista al fianco del Pinocchio di Andrea Balestri (i due attori, poi, torneranno a recitare insieme come protagonisti di Torino nera). Pinocchio, appena arenato al paese delle api industriose, ormai solo al mondo, incappa in Lucignolo, che si nasconde dalla madre e un carabiniere. Pinocchio li svia dietro richiesta del ragazzo, al quale poi si attacca. Credendolo (giustamente) ingenuo, Lucignolo lo fa poi complice di un furto di frittelle mandando Pinocchio a comprarle allo stand, e poi lui le sottrae al momento del pagamento facendosi "inseguire" da Pinocchio fino ad un magazzino fuori città dove si godono la refurtiva. Dopo mangiato, Pinocchio si addormenta e Lucignolo lo abbandona. Si rincontreranno a scuola, il giorno che Pinocchio invita la classe alla sua festa, quando il monello è riportato in classe da un gendarme e il preside. Pinocchio prova a invitare anche lui, ma il ragazzo rifiuta e si fa cacciare dalla classe facendo versi da pecora. Pinocchio lo segue alla stessa maniera e lo insegue anche fuori dal precinto scolastico fino al magazzino, dove Lucignolo gli spiega che, stufo degli ordini e delle menzogne degli adulti (menzionando di avere un padre alcolizzato) ha intenzione di andare al paese dei balocchi. Pinocchio, avendo la festa da attendere (al quale è già in ritardo), si offre di aiutarlo a montare il fuoco con cui fermare la carrozza, poi torna a casa, dove la festa è finita e la Lumaca lo punisce prima lasciandolo all'addiaccio mentre lentamente gli apre la porta e poi gli serve una cena finta. Offeso, Pinocchio torna da Lucignolo e lo segue. Con forse un accenno alla versione Disney, Lucignolo si interessa di più ai sigari dei dipendenti piuttosto che ai dolci e i giochi che offrono. Il giorno dopo, quando iniziano a trasformarsi, a differenza del libro, Lucignolo non trova nulla di buffo in quello che stanno passando e tenta la fuga con Pinocchio, ma come superano il muro, sono riportati dentro dall'omino di burro nella forma di asini. Quasi compatendoli, l'omino tenta di venderli assieme, ma per via della testardaggine di Lucignolo, il circense si porta via solo Pinocchio. Dimostra di volere bene a Pinocchio, dato che non vuole allontanarsi da lui. Le ultime menzioni a Lucignolo avvengono nel Pesce-cane: prima quando Pinocchio ode il Tonno presentarsi con la stessa frase che l'amico usò al loro primo incontro, scambiandolo inizialmente per lui, poi quando Pinocchio si preoccupa di cosa starà passando l'amico Geppetto dichiara che "avrà avuto quel che si meritava".
- Nell'anime Pinocchio del 1976, unico adattamento a ricordarsi del suo nome di battesimo (citato però solo nel titolo dell'episodio in cui debutta, "Il vagabondo Romeo"), Pinocchio lo incontra sulla strada con uno zaino sulle spalle mentre viaggia alla ricerca dei paese dei balocchi. Lucignolo si presenta come un ragazzo svogliato e irrispettoso per la scuola, bruciando i libri di testo per bivaccare e Pinocchio tenta di dimostrarsi migliore, venendo punito con il naso allungato per le sue menzogne. Per sistemarlo, una capretta (la Fata) lo indirizza da un saggio rospo che gli dice che potrà aggiustare il naso dicendo la verità a Lucignolo, ma lo prega di non seguirlo. Pinocchio esegue e Lucignolo, colpito dalla sua onestà, chiede di accompagnarlo. Nel seguente episodio, Lucignolo racconta della sua destinazione (mostrando anche un biglietto) e Pinocchio dichiara che un posto simile può essere creato solo dalla magia e mentre Pinocchio interroga una veggente gufo al riguardo, Lucignolo è avvicinato dal Gatto e la Volpe che gli rubano il biglietto per rivenderlo. Dispiaciuto per l'amico, Pinocchio si offre di accompagnarlo dalla Fata per creargli quel paese (avendo già fatto una cosa simile in passato), ma incappano nella carrozza e l'omino rivela che il biglietto è facoltativo (motivo per cui Gatto e Volpe sono a bordo, non potendo farci soldi con esso). I due ragazzi salgono a bordo e, negli episodi successivi, Pinocchio, Lucignolo, Volpe e Gatto sono visti divertirsi con le attrazioni, ma non viene vista la trasformazione e vendita del ragazzo.
- Nel film diretto da Diane Eskenazi del 1992, Lucignolo è un ragazzaccio della scuola che Pinocchio frequenta, spesso accompagnato da una coppia di gemelli senza nome. Quando parte per il paese dei balocchi, invita anche Pinocchio. Quando la trasformazione ha inizio, egli esce di scena.
- Nel film del 1996 Le straordinarie avventure di Pinocchio, è interpretato da Corey Carrier, ed è spesso accompagnato da un amico di nome Saleo. Lucignolo e Saleo sono inizialmente visti fare un scherzo alla catasta di Geppetto a inizio film, poi incontrano Pinocchio quando questi si intrufola per caso nella loro classe a scuola. Lucignolo e Saleo si prendono gioco di lui e arrivano anche a usare i calci, ma immune dalle loro violente azioni, Pinocchio li scimmiotta e restituisce i colpi ai due, causando una commozione in classe e, per non essere punito dal maestro, Pinocchio si inventa una storia che gli fa allungare il naso, provocando più danni alla classe e al docente, ottenendo il rispetto dei due discoli e l'espulsione dalla scuola. Più tardi, mentre sono sulla carrozza per Terra Magica, Lucignolo e Saleo la fermano per prelevare Pinocchio (rattristito dal furto delle sue monete), invitandolo a bordo. Mentre si divertono al tiro a segno, un litigio tra i due amici, fa partire un colpo dal fucile che buca Pinocchio: quando il gruppo fa un giro sulle montagne russe, sulle quali spruzza la fontana che trasforma chi la beve in animali, Pinocchio si salva (parzialmente) dalla trasformazione grazie ai buchi di prima e libera gli asini, poi tenta di informare gli altri bambini del pericolo, ma Lorenzini riesce a sminuirlo, allora l'asinello Lucignolo lo calcia nella fontana, rivelando le sue proprietà magiche. I bambini scappano tutti e Lucignolo e Pinocchio ritrovano Leona, che spiega che Geppetto è partito in mare a cercarlo. Nel mentre che Pinocchio va a prenderlo, Lucignolo viene tenuto da Leona e poi accompagna a casa tutti trainando un carretto. A fine film, è rivelato che Lucignolo è riuscito a tornare, in qualche modo, alla normalità (il seguito lascia presumere che gli effetti della fonte non sono proprio permanenti).
  - Nel seguito del 1999 Il mondo è magia - Le nuove avventure di Pinocchio, Ben Ridgeway ora interpreta il discolo, che convince Pinocchio a marinare la scuola e vedere il circo di Madame Flambeau, per poi acquistare un po' del suo siero curativo. Riconoscendoli, Flambeau (che è Lorenzini sotto mentite spoglie), propina ai due un siero dopato che trasforma Lucignolo in un ippocampo con la faccia da somaro e messo nell'acquario del circo, tenuto con la minaccia di essere mangiato qualora Pinocchio e Geppetto (divenuto un burattino per via del siero destinato al figlio) tentassero qualche sciocchezza. Per assicurarsi che non venga fatto del male a lui o al padre, Pinocchio beve il siero e si esibisce per il circo, ma poi, con la complicità di Pugnazio, recupera Lucignolo per tentare di raggiungere la fonte della Fata Turchina, che (collegata con quella di Terra Magica) è in grado di ridare l'aspetto originale a chi vi attinge. Grazie ad essa, Lucignolo è riportato alla normalità. Saleo non compare nel seguito.
- Nel film del 2002 Pinocchio di Roberto Benigni, viene utilizzata la formula di Comencini nel dare più spazio al personaggio e la sua amicizia col protagonista. Interpretato da Kim Rossi Stuart, Pinocchio lo incontra nella sua cella ad Acchiappacitrulli, ormai prossimo a essere rilasciato dopo aver derubato un negozio di dolciumi dei suoi lecca-lecca, condividendo con il protagonista l'unico che è riuscito a tenere (come Lucignolo presuppone, la corte si è tenuta la refurtiva che ha promesso di restituire) e gli lascia l'abbecedario con cui Pinocchio ne approfitterà per imparare a leggere dopo che il suo compagno viene lasciato andare. Più tardi, quando costretto a sostituire Melampo, Lucignolo rimpiazza le faine, e nonostante Pinocchio cerchi di convincerlo a mettersi sulla retta via, Lucignolo si delude nel vedere l'amico "domato", ma lo libera, ma poi inciampa in delle gabbie, svegliando le galline e il padrone, e i due ragazzi scappano. Alla festa per diventare un bambino vero, Pinocchio interrompe la celebrazione non notando il suo amico tra gli invitati e, su supporto della Fata, lo va a cercare, ma questi si prepara ad andare al paese dei balocchi e da qui il suo ruolo procede da norma senza differenze da libro, incluso il loro ultimo incontro presso Giangio, dove condividono un ultimo leccalecca che Pinocchio ha acquistato con il suo primo stipendio.
- In Pinocchio - Il grande musical del 2003, a Lucignolo viene dato un ruolo più grande. Già dalla prima scena, inseguito dalla madre, entra nell'officina di Geppetto e, ridendo dell'idea che il falegname ha di un figlio ubbidiente, gli da l'ispirazione di crearsi una marionetta. In alcune scene in piazza durante il primo giorno di vita di Pinocchio, si mette a giocare con lui e gli altri bambini. Nel secondo atto, Pinocchio lo vede assieme ad altri loro coetanei salire sul pulmino del paese dei balocchi e viene convinto a seguirli. Dopo essere diventati asini, tutti i bambini sono fatti esibire al circo e quando Pinocchio si azzoppa, Lucignolo rompe le righe per aiutarlo ed entrambi sono puniti e poi venduti a sadici uomini: un tamburino che vuole scuoiare Pinocchio e un macellaio per Lucignolo. Nonostante questo tetro fato, nell'ultima scena, Lucignolo è vivo e vegeto e di nuovo umano, nonché (anacronisticamente) adulto e fidanzato. Quando rifiuta di giocare con Pinocchio per via delle sue responsabilità, al burattino nasce la voglia di crescere e diventare un uomo, trasformandosi così in un bambino vero. I brani in cui canta Lucignolo sono "Un figlio perfetto", "Buongiorno", "Il paese dei balocchi", "Sballo" e "Un vero amico".
- In Pinocchio 3000, Marlène è il suo correlativo ed è la prima versione a dipingerlo con un sesso diverso (questo perché fuso con la versione giovane della Fata). È la figlia del Sindaco Scamboli che, sebbene detesti i bambini e la natura, vuole molto bene a sua figlia dal pollice verde ed è seguendo il suo consiglio di aprire un parco giochi ai bambini, con l'idea di distrarli dal sabotare le sue macchine: Scamboland. Sulla via per scuola, i cui compagni danno l'idea che non l'hanno in simpatia per via del padre, incontra Pinocchio, che dichiara di essere in gamba quanto un normale bambino. Accettando la sfida, Marlène gli fa marinare la scuola e lo porta nel suo giardino al Gioco della Fantasia, per vedere chi di loro è il più bravo a immaginare. Nonostante Marlène vinca, Pinocchio le prende la medaglia e i due litigano. Quando Scamboli poi assume Pinocchio come mascotte alla riapertura di Scamboland, Marlène e Pinocchio fanno pace e passano la notte al giardino, ma la mattina dopo, i visitatori di Scamboland, divenuti robot, si mettono a metallizzare il giardino, sotto lo sguardo spaventato di Marlène e quello divertito di Pinocchio, causando un altro litigio. Quando Marlène scopre che questo era un piano di suo padre, si mette ad aiutare Pinocchio, ma il suo unico contributo e ostacolare il padre mentre Pinocchio e Spencer sono intrappolati in una delle attrazioni del parco e l'accompagnarli fuori da essa, dopodiché non ha più ruoli rilevanti nel riportare i bambini alla normalità. Nei crediti, si scopre che è riuscita a far apprezzare la natura al padre.
- Nella miniserie del 2009, Lucignolo è interpretato da Thomas Brodie-Sangster e doppiato da Gabriele Patriarca e abita nel villaggio di Geppetto, inoltre viene invecchiato da bambino a adolescente. Quando incappa in Pinocchio durante il suo primo giorno di vita, come nella versione di Comencini, questi lo segue e Lucignolo usa la sua ingenuità per farlo complice in un furto di ciambelle. Mentre si godono le ciambelle, Lucignolo menziona che presto ha intenzione di andarsene al paese dei balocchi e poi si separa da Pinocchio. Lucignolo è poi visto sporadicamente nel villaggio e Pinocchio ha modo di riparlarci quando gli dice schiettamente che la gente mente sul fatto che Geppetto tornerà dal suo viaggio in mare, considerando la tempesta con cui è partito, e lo invita a seguirlo al paese dei balocchi l'indomani. Il giorno dopo, quando la barchetta distrutta del padre torna a riva senza il suo proprietario, Pinocchio segue l'amico. Il giorno dopo, Lucignolo becca Pinocchio in procinto di andarsene, non attizzato dai giochi del posto, per poi accorgersi delle loro orecchie da somaro, venendo poi trasformati. Come nel romanzo, Pinocchio ritroverà l'asinello Lucignolo da Giangio, ma non è chiaro se muoia o meno in seguito al loro incontro.
- Nel film animato del 2012 Lucignolo è incontrato solo dopo che Pinocchio, in seguito all'essere diventato un ricercato per aver gravemente ferito un suo compagno di scuola, segue il consiglio di una Colomba di rifarsi una vita in America e viene lasciato al porto dove imbarcarsi per il nuovo mondo. Riparandosi dalla pioggia, incontra Lucignolo (doppiato da Paolo Ruffini)[11] che gli parla dell'isola dei balocchi e decide di seguirlo. I due si divertono e il giorno dopo, mentre il loro gruppo viene condotto nelle viscere dell'isola, i due si separano un attimo per giocare con gli attrezzi e mancano l'ascensore. Dopo averne preso un altro, scoprono che i macchinari dell'isola sono alimentati e attivati da asini ed è allora che i ragazzi si accorgono delle loro orecchie e si trasformano. Lucignolo viene preso da uno degli inservienti e messo a lavorare ai macchinari e Pinocchio è messo nell'attrazione circense dell'isola.
- Nella miniserie tedesca del 2013, Lucignolo è il teppista adolescente del villaggio e, quando Pinocchio lo incontra durante il suo primo giorno di vita, lo incanta con il suo accendino e quasi gli brucia la mano, ma giunge Geppetto a portarlo via. Quando Pinocchio nota il teatro dei burattini, Lucignolo prende il ruolo del ragazzo che spiega del tendone e del biglietto nel romanzo e più tardi informa Geppetto che Pinocchio è andato a teatro e non vi è più uscito. Più tardi, parte con Sofia e Luca, altri due bambini amici di Pinocchio, al paese dei balocchi. Durante la trasformazione mostra un po' di resistenza, ma viene sopraffatto dall'omino e trasformato con uno schiocco della frusta magica. Più tardi, Lucignolo viene venduto ad un'anziana signora con un carretto (già incontrata da Pinocchio e che aveva rifiutato di aiutare) e, nonostante la fretta di raggiungere il padre, si prende il tempo di aiutare lei e Lucignolo a portare il carro su per la collina. Dopo che Sofia (tornata normale assieme a Luca e Pinocchio) spezza la frusta dell'omino, tutti i bambini tornano normali e Lucignolo viene visto togliersi le briglie e andarsene sotto lo sguardo stupefatto della sua padrona.
- Lucignolo ha un ruolo di antagonista in Regal Academy. Appare come un alleato di Vicky e ha un aspetto umano ma ha ancora le orecchie d'asino. I suoi poteri sono trasformare le persone in asini con delle strane palle di fuoco. Rispetto agli altri antagonisti è più fifone e vulnerabile.
- Nel film del 2019 Pinocchio di Matteo Garrone, Alessio Di Domenicantonio interpreta Lucignolo. Molti suoi elementi sono ispirati di nuovo alle miniserie: viene portato a scuola con la madre che lo tira per le orecchie, ma poi scappa dopo aver fatto uno scherzo al maestro, seguito da Pinocchio che lo trova simpatico e insieme si mettono a bere il vino trafugato dal ragazzo in un luogo appartato sui tetti della città delle api industriose e, dopo un periodo di assenza, viene ritrovato da Pinocchio a nascondersi dalla madre sotto una barca ed è in quella occasione che il ragazzo gli parla del paese dei balocchi e lo invita a seguirlo quella sera. Quando i due si trasformano, non ridono di quello che gli sta accadendo e, quando in forma d'asino, una cicatrice sulla fronte che aveva già da umano (causatagli dai genitori in un impeto d'ira alle sue marachelle), porta il direttore del circo a non acquistarlo, definendo le cicatrici un segno di tristezza, per poi acquistare Pinocchio. Nonostante poi Pinocchio si metta a lavorare per Giangio, Lucignolo non è presente alla sua fattoria.
- In Pinocchio: A True Story, il cavallo Tibalt, ha un carattere da ragazzaccio che lo rende molto simile a Lucignolo.
- Nell'adattamento in stop motion del 2022 di Guillermo del Toro, Lucignolo (doppiato da Finn Wolfhard in inglese e Giulio Bartolomei in italiano) è il figlio del Podestà locale e istruito secondo la rigida disciplina militare, cosa che non piace al ragazzo ma su cui tace per non deludere il padre, esternando questo suo scontento in piccole marachelle o in attimi di svago che il padre giudica con disappunto. Viene poi arruolato dal Podestà all'Opera nazionale Balilla (al quale verrà anche portato Pinocchio) e portato in un campo d'addestramento, dove stringerà amicizia con il burattino per via dei loro trascorsi con i propri padri. I due sono poi nominati capitani di squadre rivali e messi l'uno contro l'altro durante una partita di paintball che prendono come un gioco, finendo con il conquistare assieme la collina. Ciò non rende contento il Podestà che ordina il figlio di dimostrarsi uomo e sparare a Pinocchio con un'arma vera. Lucignolo si ribella e tiene finalmente testa sia a parole che fisicamente, spingendolo con Pinocchio contro una rete, dove rimane impigliato. Proprio allora, le forze Alleate bombardano il campo e il Podestà viene ucciso, Pinocchio scagliato lontano e Lucignolo (ancora intero) viene visto cercare l'amico ma poi il suo fato rimane ignoto.[12][13]
- In Pinocchio and Friends, Lucignolo è lo spaccone del villaggio, cercando di farsi rispettare senza successo dai suoi coetanei, tranne che da Pinocchio e Freeda.
- In Pinocchio Musical, Lucignolo è parte dei sette compagni con cui Pinocchio è coinvolto in una rissa, ma è l'unico a prendere le difese del protagonista. Dopo la rissa (ambientata nella classe, subito dopo la lezione), sopraggiunge il maestro. I bulli accusano Pinocchio di aver aggredito Eugenio, ma Lucignolo si prende la colpa e la conseguente espulsione. Pinocchio diventa così suo amico per ringraziarlo. Quando Lucignolo gli parla del Paese dei Balocchi, Pinocchio fa tardi per rincasare e, nel mentre che attende che la Lumaca gli apra, Lucignolo arriva e aspetta la carrozza del paese davanti alla casa della fata, Pinocchio si unisce a lui quando vede che la Lumaca non è ancora arrivata. Non è poi visto il suo destino dopo la trasformazione.
- Il manga Pinocchio, scritto da Osamu Tezuka, mischia il film Disney col libro originale e molti dei personaggi, Lucignolo incluso, mantengono l'aspetto e il carattere Disneyiano. Pinocchio lo incontra mentre fa ritorno dal Paese delle Api Industriose sul ciglio della strada, dove gli racconta del Paese dei Balocchi, convincendolo ad andarci assieme a lui. Lucignolo poi ha lo stesso ruolo del film: si fa seguire da Pinocchio, giocano a biliardo, umilia e scaccia il Grillo e anche la trasformazione è identica, ma stavolta anche il suo amico fa la stessa fine. Non è poi dato sapere del suo fato.[14]
- Nel fumetto Agenzia investigativa Carlo Lorenzini, Lucignolo, sotto l'alias di "Lucy", aiuta Carlo Lorenzini (Pinocchio) passandogli più concrete informazioni sugli abitanti del mondo dei lettori nelle sue indagini. È solo visto nei primi capitoli, in cui si scopre che è diventato un ubriacone ed è citato nel secondo volume quando Angie (la Fata) si accorge che Carlo si sta scervellando troppo con un caso che ha litigato con Lucy.[15]
- Nell'invertita versione di Pinocchio. Storia di un bambino, mentre è ospite di Madame Turchina (qua la losca proprietaria di un bordello), Pinocchio sente continuamente parlare di una certa Lucy scappata di recente dal posto. Più tardi, Pinocchio incontra Lucignolo che lo invita a seguirlo al paese dei balocchi, qua un semplice villaggio intoccato dalla guerra tra burattini e Grilli Parlanti. Pinocchio stringe amicizia con lui ma è solo dopo qualche giorno che gli rivela che non solo è una lei, ma è la famosa Lucy che aveva trovato posto da Turchina dopo essere stata ripudiata dal padre per via della credenza che potesse essere stata infettata da un Grillo, credenza fondata in quanto è al paese dei balocchi per rilasciare uova di grillo, piano a cui Pinocchio si unisce sia per solidarietà che per amore. Purtroppo, la milizia dei burattini arriva il giorno dopo e una spia ferma il piano di Lucy accoltellandola (uccidendo così il suo Grillo al suo interno) e distruggendo le uova. A fine fumetto, mentre attende che gli vengano a rimuovere il Grillo che i burattini (giustamente) suppongono che ospiti, Pinocchio sente Lucy dall'altra parte del muro della sua cella che rivela che si sta bene senza il Grillo. Pinocchio resta inizialmente deluso al cambiamento dell'amica, pensando ad un periodo nel paese dei balocchi mentre pescavano in cui ha scoperto che burattini non vendono i fili a cui sono attaccati e li ha recisi all'amica, dandole un senso di libertà tanto doloroso quanto bello. Forse sempre per amore della sua amica, Pinocchio accetterà di passare dalla parte dei burattini e chiederà personalmente di schiacciare il Grillo che gli è stato estratto.[16]
- In Pinocchio, il colore della notte, che narra la storia dal punto di vista della Fata, Lucignolo rimane identico al libro. Pinocchio conversa con lui sul fatto che fa fatica a considerare la Fata come sua madre, specie per come sembra tenergli qualcosa nascosto, e sarà un po' per questo motivo che Pinocchio accetterà di andare al paese dei balocchi.[17]
- In Lies of P, Romeo, detto "Lucignolo", è un orfano che strinse amicizia con Carlo con il quale voleva diventare un Persecutore, prima che il Morbo Pietrificante uccise l'amico e pietrificò lui. Con l'intenzione di resuscitare il figlio, Geppetto decise di fargli una sorpresa e riportare in vita prima il suo amico, permettendogli di ottenere il controllo sui burattini di Krat, sperando che uccidesse tutti gli umani per resuscitare Carlo con gli Ergo raccolti, ma Romeo si ribellò e iniziò a creare una ribellione contro Geppetto e gli Alchimisti, trasformandosi nel "Re dei Burattini". Romeo tenta di spiegare il tutto a P, ma egli è convinto dalle menzogne di Geppetto e non lo ascolta. Parte così la battaglia boss in cui Romeo continua a cercare di spiegargli tutto. Quando sconfitto, lo ringrazia comunque per averlo liberato.

### Versioni Disney
(Lucignolo, Pinocchio)

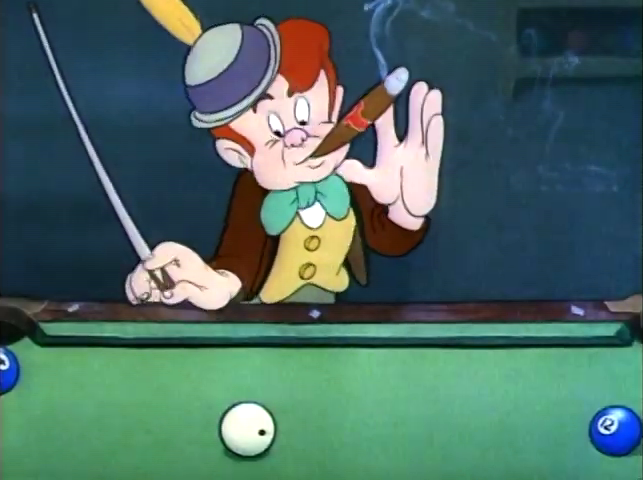
Lucignolo nella versione Disney

- Lucignolo compare nel film Disney del 1940 Pinocchio, caricatura di Fred Moore (suo animatore)[18] e doppiato in inglese da Frankie Darro. Pinocchio lo incontra sulla carrozza per il paese dei balocchi, dove hanno un posto accanto al Postiglione. Lucignolo gli racconta di quello dovrà aspettarsi mentre si mette a lanciare sassi con la fionda agli asini della carrozza. In seguito, accompagna Pinocchio in giro, con la marionetta che tenta di imitarlo anche nei movimenti. Rimasti da soli, alla sala da biliardo, Lucignolo continua a spingerlo a darci dentro con l'essere un ragazzaccio, invitandolo a fumare più intensamente un sigaro. Quando giunge il Grillo Parlante a prelevare Pinocchio, Lucignolo lo insulta e si prende gioco di lui con le bocce del biliardo e quando il Grillo tenta di dargli una lezione (con estrema confidenza), Pinocchio lo difende chiamando il ragazzo il "suo migliore amico", al che il Grillo se ne va indignato. Così facendo, egli scopre cosa realmente avviene ai bambini e corre indietro ad avvertire i due, ma frattanto, in quella che è considerata tra le più spaventose scene della Disney,[19] Lucignolo inizia a trasformarsi, sotto lo sguardo stupito dell'amico che incolpa il fumo e la birra per le visioni. Inizialmente ignaro, non appena caccia un raglio si accorge dei cambiamenti e si specchia, invocando disperato la madre per poi piegarsi a gattoni, perdere le mani agli zoccoli e diventare un spaventato e imbizzarrito cucchino che devasta la sala da biliardo, mentre al terrificato Pinocchio compaiono le orecchie e la coda. Grillo arriva e porta via Pinocchio, che dovrà lasciare indietro l'amico a un triste destino. Negli storyboard e in alcune versioni a libro del film, Grillo arriva ben prima che Lucignolo abbia finito di trasformarsi e il ragazzo segue Pinocchio alla scogliera, ma vengono scoperti e braccati dal Postiglione e i suoi seguaci. Quando Pinocchio arriva alla sponda, è ormai tardi per Lucignolo che, preso al lasso, fa guadagnare all'amico un po' di tempo per la fuga.[20][21]
- Nel videogioco basato sul film, Lucignolo è l'obiettivo da raggiungere nei due livelli del paese dei balocchi, ma non ha alcun ruolo oltre che a quello di traguardo.
- In Chi ha incastrato Roger Rabbit, Lucignolo è lo sponsor di una pubblicità per sigari esplosivi il cui poster è visibile a Cartoonia. È rappresentato con le orecchie da somaro.
- In Geppetto, Pinocchio è visto divertirsi assieme a due ragazzi al paese dei balocchi, a cui non viene però dato un nome.
- Fa un unico cameo in House of Mouse - Il Topoclub come ospite del locale, seduto tra il Gatto e la Volpe.
- Nel remake del 2022, Lucignolo è interpretato da Lewin Lloyd e doppiato in italiano da Alberto Vannini, ed è molto meno cortese della sua controparte originale. Sulla carrozza, aiuta il Postiglione a prelevare i bambini e si prende gioco dell'animo buono e coscienzioso del protagonista, seguendolo poi su una delle barche motrici che percorrono l'isola, prendendogli spesso le birre che gli vengono date e godendosi appieno la parte dedicata alle cattive azioni, che mettono a disagio Pinocchio. Questo porta ad un loro costruttivo dialogo alla sala da biliardo sulla morale e l'essere dei "veri ragazzi". Quando Grillo entra nel locale, Lucignolo lo calcia subito dentro un tombino (al punto che Pinocchio nemmeno si accorge che la sua coscienza era arrivata). La trasformazione è poi identica ma parte dello storyboard originale viene integrato con Lucignolo che (in preda al panico) calcia il tavolo da biliardo contro la porta del locale, bloccando il Postiglione e offrendo a Pinocchio preziosi secondi per scappare. Come nel primo film, il suo cupo destino rimane ignoto.

## Nella cultura di massa
In varie serie animate sulle fiabe, Lucignolo ha spesso lo stesso ruolo di compagno di giochi del paese dei balocchi.
- Le più belle favole del mondo: Lucignolo compare nella terza parte, dove è uno dei bulli della scuola di Pinocchio, ma grazie all'intervento di Geppetto, i due fanno pace e diventano amici. Così facendo, Pinocchio lo seguirà al Paese dei Balocchi, dove diventeranno somari. Dopo la sua trasformazione, esce di scena.
- Le fiabe più belle: mentre fa ritorno a casa, Pinocchio si imbatte in un gruppo di ragazzini che lo trascinano con loro alla carrozza del paese dei balocchi. Quando Pinocchio rifiuta, dicendo che vuole rendere il padre fiero, Lucignolo lo convince che i genitori vogliono vedere i figli felici e se lui si diverte allora il padre sarà a sua volta contento. Quando Pinocchio si trasforma e nota l'omino smistare i ragazzi trasformati, vede il suo amico (ancora a metà trasformazione) e capisce cosa sta succedendo, spronandolo a fuggire.
- Hello Kitty's Furry Tale Theater: il personaggio di Chip copre per certi versi il ruolo di Lucignolo. Pinocchio Penguin lo incontra sulla via della scuola e, per fare bella figura, si inventano a vicenda un sacco di fandonie sul loro conto (facendo allungare i propri nasi). Dato ciò (e la natura di legno di Pinocchio), Catnipia e Griderosso li assumono come fenomeni per il loro teatro, e sono poi imprigionati sulla loro barca quando chiedono di tornare a casa per la notte. I due riescono a scappare grazie alla Fata Kitty e, con l'aiuto di una Balena, si sbarazzano dei loro inseguitori e ritrovano Granpappetto.
- Colorado - 'Sto classico: nell'episodio di Pinocchio, Lucignolo è interpretato da Gabri Gabra, ed è un amico che Pinocchio si è fatto in circostanze poco chiare dopo la scomparsa dei suoi cari. Lucignolo lo convince ad andare a divertirsi al paese dei balocchi (qui una specie di discoteca) e da lì si fanno perdere le notizie del protagonista, portando all'intervista che fa da espediente narrativo dell'episodio.
- Nella serie TV C'era una volta, Lucignolo ha due controparti: nell'episodio Lo sconosciuto, quando Pinocchio e Emma raggiungono il mondo senza magia e sono presi ad un orfanotrofio, un ragazzo organizza con gli altri orfani una fuga e si offre di includere Pinocchio, ma non gli consente di portarsi dietro Emma data la sua tenerissima età. Nell'episodio Uno scellerato assassino, ambientato al paese dei balocchi, Pinocchio conosce il Principe James, scappato dal padre adottivo Re George e i suoi stressanti doveri da principe e tenta anche di difenderlo quando un uomo che si dichiara suo padre lo viene a cercare, ma si tratta del padre biologico, Robert, venuto a riportarlo alla tranquilla vita di campagna. George però sbarra a loro la strada e, ripresosi James, da ordine di uccidere Robert, mentendo poi al ragazzo che è stato abbandonato di proposito, facendolo diventare un brutta persona.